# Szorina
A Szorina román eredetű női név, a soare szóból képezték a 19. század végén, a jelentése: nap.

## Gyakorisága
Az 1990-es években szórványos név, a 2000-es években nem szerepel a 100 leggyakoribb női név között.

## Névnapok
- június 19.[2]